# Audienzhalle (Altägypten)
Die Audienzhalle (altägyptisch djadu) war der Thronsaal des altägyptischen Königs (Pharao) und ist seit dem Mittleren Reich inschriftlich belegt.
Es handelte sich um einen Ziegelbau mit vier bis sechs Säulen, die drei Längstonnen trugen. Im Zentrum der Thronwand befand sich ein flaches, reich dekoriertes Thronpodest mit frontaler und seitlichen Treppenrampen. Beispiele für Audienzhallen finden sich ab der 18. Dynastie in den Kultpalästen von Amarna, Medinet Habu und weiteren Millionenjahrhäusern, in Malqata und im Palast von Merenptah in Memphis. Die Audienzhalle existierte in vereinfachter Form auch im Mittelraum von Herrenhäusern.